# Ланге, Патрик
Патрик Ланге (нем. Patrick Lange; род. 26 августа 1986 года, Бад-Вильдунген, Германия) — немецкий триатлет, трехкратный чемпион мира в гонке Ironman 2017, 2018 и 2024 года.

## Биография
Родился в семье любителей спорта. Будучи ребенком, часто сопровождал отца на тренировки по бегу. С двенадцати лет начал регулярно тренироваться, сначала в группе легкой атлетике, а после переключился на горный велосипед. В 14-летнем возрасте победил в локальном соревновании U15 (1999). В 2002 году выиграл 120 км МТБ-заезд в Циренберге.

## Результат в чемпионатах Ironman
| Дата            | Место | Соревнование    | Место проведения            | Результат | Примечание                     |
| --------------- | ----- | --------------- | --------------------------- | --------- | ------------------------------ |
| 26 октября 2024 | 1     | Ironman Hawaii  | США Hawaii                  | 7:35:53   | Рекорд трассы                  |
| 14 октября 2023 | 2     | Ironman Hawaii  | США Hawaii                  | 8:10:17   |                                |
| 14 октября 2018 | 1     | Ironman Hawaii  | США Hawaii                  | 07:52:39  | Рекорд трассы                  |
| 8 июля 2018     | 3     | Ironman Germany | Германия Франкфурт-на-Майне | 08:09:26  | Ironman European Championships |
| 14 октября 2017 | 1     | Ironman Hawaii  | США Hawaii                  | 08:01:40  | Рекорд трассы                  |
| 9 июля 2017     | 6     | Ironman Germany | Германия Франкфурт-на-Майне | 07:52:06  | Ironman European Championships |
| 8 октября 2016  | 3     | Ironman Hawaii  | США Hawaii                  | 08:11:14  |                                |
| 14 мая 2016     | 1     | Ironman Texas   | США Те-Вудлендс             | 07:13:13  |                                |